# 2.0 (영화)
2.0은 인도에서 제작된 S. 샹카르 감독의 2018년 액션, SF, 스릴러 영화이다. 라지니칸트 등이 주연으로 출연하였다.
제작비는 미화로 810만 달러이며 이는 제작비가 가장 비싼 인도 영화로 간주된다.
2.0은 3D와 일반 포맷으로 2018년 11월 29일 전 세계에 개봉되었으며 더빙판으로는 힌디어와 텔루구어가 제공된다. 개봉 이후 대체적으로 긍정적인 평가를 받았다.

## 출연

### 주연
- 라지니칸트
- 악쉐이 쿠마르

### 조연
- 아미 잭슨
- 아딜 후세인

## 제작진
- 음향: 레술 푸쿠티
- 시각효과: 스리니바스 모한